# Gasoline (Haim)
Gasoline è un singolo del gruppo musicale statunitense Haim, pubblicato il 26 febbraio 2021 come sesto estratto dal terzo album in studio Women in Music Pt. III.
Il brano vede anche un remix con la partecipazione della cantautrice statunitense Taylor Swift.

## Classifiche
| Classifica (2021)                | Posizione massima |
| -------------------------------- | ----------------- |
| Belgio (Fiandre)                 | 78                |
| Stati Uniti (rock & alternative) | 21                |